# 秋田ダイハツ販売
秋田ダイハツ販売株式会社（あきたダイハツはんばい、AKITA DAIHATSU CORPORATION）は、秋田県秋田市に本社を置く、ダイハツ工業のディーラー。

## 概要
- 営業エリア：秋田県全域

## 沿革
- 1949年（昭和24年）2月18日 - 秋田モーター商会（あきたモーターしょうかい）として設立。
- 1952年（昭和27年）6月 - 加藤産業株式会社（かとうさんぎょう）に商号変更。
- 1960年（昭和35年）10月 - 秋田ダイハツ販売株式会社に商号変更。

## 拠点
- 本社・部品センター - 秋田市御所野湯本3-1-7

### 新車販売拠点
- 八橋店 - 秋田市八橋鯲沼町9-52
- 土崎店 - 秋田市土崎港北7丁目2-14
- 仁井田店 - 秋田市仁井田目長田3丁目2-27
- 大館店 - 大館市片山町3-2-9
- 能代店 - 能代市字新山前35-1
- 本荘店 - 由利本荘市石脇字田尻野30-20
- 大曲店 - 大仙市花館字鶴田47
- 角館店 - 仙北市角館町下菅沢17-1
- 横手店 - 横手市条里1丁目6-11
- 湯沢店 - 湯沢市古館町5-20

### 中古車販売拠点
- U-CAR仁井田 - 秋田市仁井田目長田3-2-27
- U-CAR大館 - 大館市片山町3-2-9
- U-CAR大曲 - 大仙市市花館字鶴田47
- U-CAR本荘 - 由利本荘市中梵天30-1
- U-CAR横手 - 横手市条里1丁目6-11